# Nolan Siegel
Nolan Siegel (Palo Alto, California, Estados Unidos; 8 de noviembre de 2004), es un piloto de automovilismo estadounidense. En 2023 fue tercero en la Indy NXT y resultó ganador de la clase LMP2 en las 24 Horas de Le Mans 2024. Actualmente corre en la IndyCar Series con Arrow McLaren.

## Carrera
Nolan Siegel hizo su debut en monoplazas en 2019 compitiendo en el Campeonato de Estados Unidos de Fórmula 4 y la U.S. F2000. En 2021 logró su primera victoria en monoplazas en la carrera de Nueva Jersey válida para la U.S. F2000. Al año siguiente pasó a la Indy Pro 2000, logró dos victorias, terminó cuarto en la clasificación, siendo el segundo mejor rookie, detrás de Louis Foster.

### Road to Indy

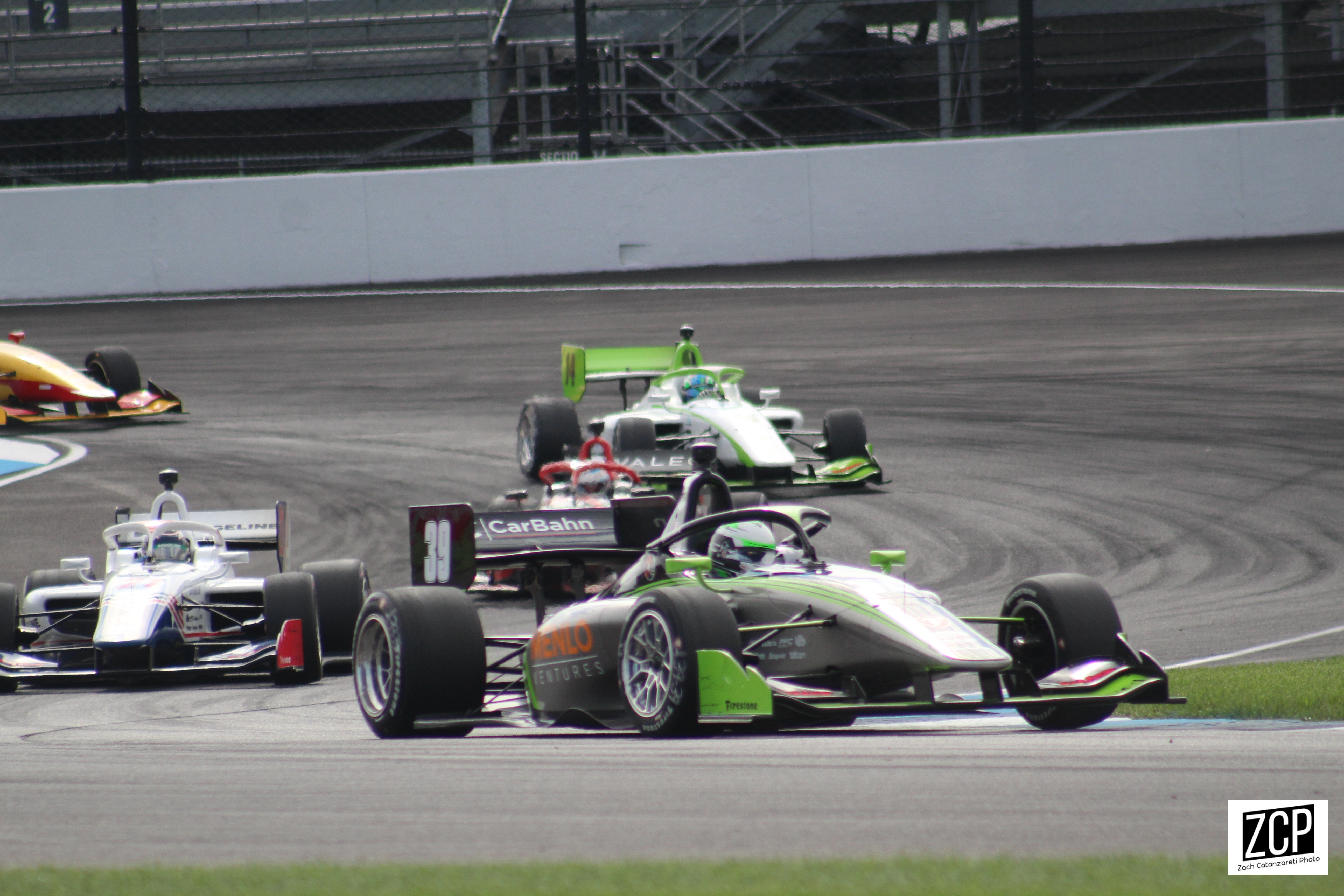
Siegel en la Indy NXT de 2023.

El 8 de septiembre de 2022, Siegel hizo su debut en Indy Lights en las dos últimas rondas de la temporada con el equipo HMD Motorsports en asociación con Dale Coyne Racing. Al año siguiente, la categoría pasó a llamarse Indy NXT y el piloto estadounidense volvió a participar en el campeonato a tiempo completo con dicho equipo. La temporada fue muy positiva, donde logró cinco podios incluidas dos victorias, una en Detroit y la otra en Road America. Siegel terminó tercero en la clasificación detrás de Christian Rasmussen y Hunter McElrea y logró ganar el premio al «Novato del Año».
Para la temporada 2024 permaneció en la serie por tercer año consecutivo,  obteniendo la pole position en San Petersburgo y la victoria.

### Resistencia
A partir de 2022, Siegel corrió en varias carreras del IMSA SportsCar Championship y Asian Le Mans Series. En las 24 Horas de Daytona de 2023 obtuvo la pole y finalizó segundo en la clase LMP3. Ese mismo año también logró dos victorias en la clase LMP2 en IMSA, la primera en las 6 Horas de Watkins Glen y la segunda en Petit Le Mans.
En 2024 participó en las 24 Horas de Le Mans en la clase LMP2 junto a Oliver Jarvis y Bijoy Garg con el equipo United Autosports. Resultó ganador en su clase, y decimoquinto en la clasificación general.

### IndyCar Series

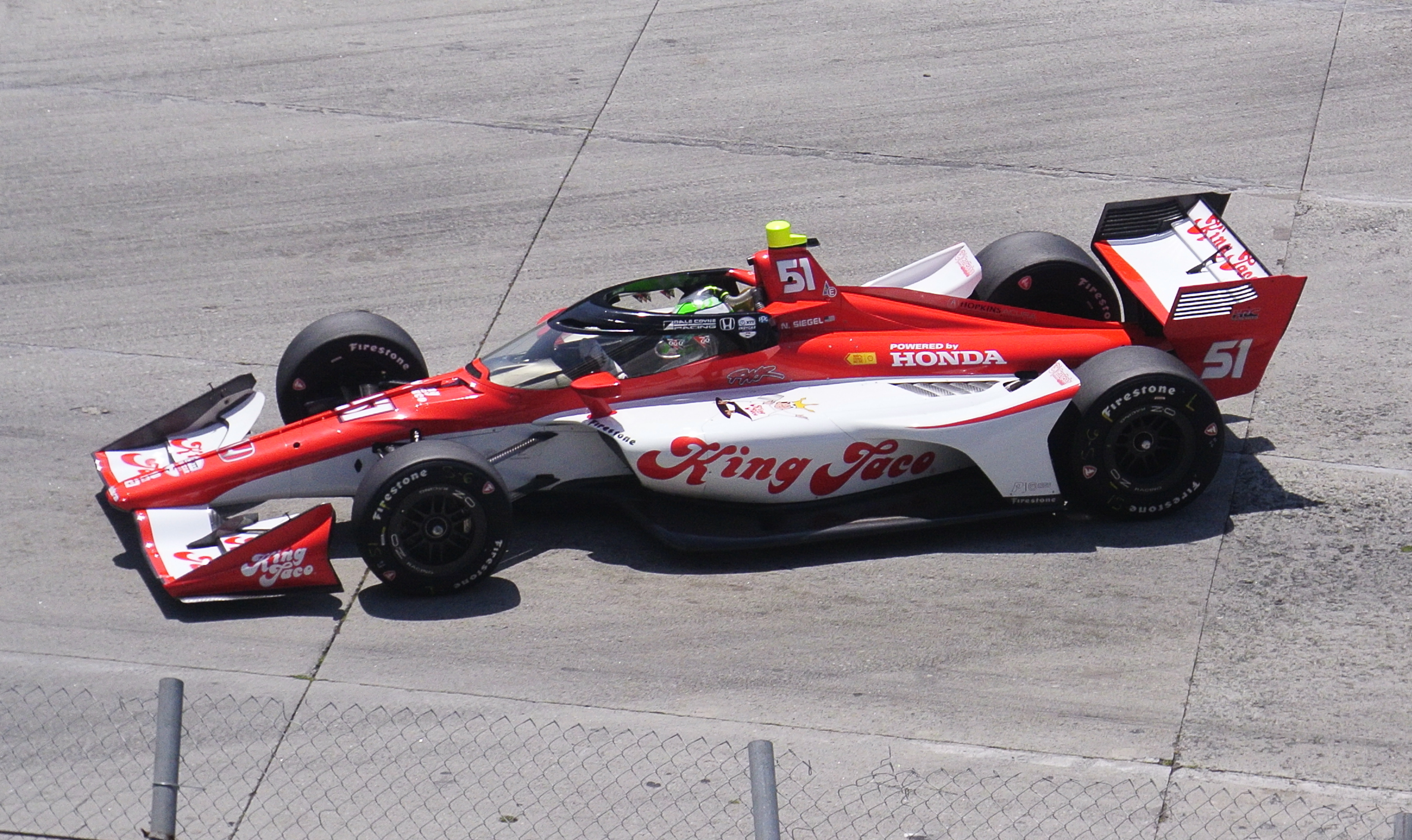
Nolan Siegel en el Gran Premio de Long Beach de 2024.

En 2024, mientras corría en la Indy NXT, Siegel participó en cuatro carreras de IndyCar Series, debutando en Long Beach con el equipo Dale Coyne Racing. Después de no poder clasificarse para las 500 Millas de Indianápolis, se unió al equipo Juncos Hollinger Racing en sustitución de Agustín Canapino en la ronda de Road America. Posteriormente, el 18 de junio, se confirmó su incorporación al equipo Arrow McLaren para el resto de la temporada.

## Resumen de carrera
| Temporada | Categoría                                 | Equipo                                    | Carreras     | Victorias    | Poles        | VR           | Podios       | Puntos       | Pos.         |
| --------- | ----------------------------------------- | ----------------------------------------- | ------------ | ------------ | ------------ | ------------ | ------------ | ------------ | ------------ |
| 2019      | Campeonato de Estados Unidos de Fórmula 4 | Jay Howard Driver Development             | 2            | 0            | 0            | 0            | 0            | 0            | 45.º         |
| 2019      | Campeonato Nacional U.S. F2000            | Newman Wachs Racing                       | 15           | 0            | 0            | 0            | 0            | 113          | 15.º         |
| 2019-20   | Campeonato NACAM de Fórmula 4             | Scuderia Martiga EG                       | 9            | 0            | 0            | 0            | 1            | 60           | 11.º         |
| 2020      | Campeonato de Estados Unidos de Fórmula 4 | Jay Howard Driver Development             | 5            | 0            | 0            | 0            | 0            | 8            | 21.º         |
| 2020      | Campeonato Nacional U.S. F2000            | Jay Howard Driver Development             | 17           | 0            | 0            | 1            | 2            | 158          | 13.º         |
| 2021      | Indy Pro 2000                             | DEForce Racing                            | 1            | 0            | 0            | 0            | 0            | 26           | 18.º         |
| 2021      | Campeonato Nacional U.S. F2000            | DEForce Racing                            | 18           | 1            | 1            | 2            | 4            | 227          | 8.º          |
| 2021      | Michelin Pilot Challenge - GS             | CarBahn Motorsports with Peregrine Racing | 3            | 0            | 0            | 0            | 0            | 580          | 35.º         |
| 2022      | IMSA SportsCar Championship - LMP3        | Mühlner Motorsports America               | 1            | 0            | 0            | 0            | 0            | 618          | 22.º         |
| 2022      | IMSA SportsCar Championship - LMP3        | Jr III Motorsports                        | 2            | 0            | 0            | 0            | 1            | 618          | 22.º         |
| 2022      | Indy Pro 2000                             | DEForce Racing                            | 18           | 2            | 2            | 1            | 6            | 333          | 4.º          |
| 2022      | Indy Lights                               | HMD Motorsports with Dale Coyne Racing    | 2            | 0            | 0            | 0            | 0            | 42           | 17.º         |
| 2022      | IMSA Prototype Challenge                  | Jr III Racing                             | 1            | 0            | 0            | 1            | 0            | 220          | 33.º         |
| 2023      | Asian Le Mans Series - LMP2               | Inter Europol Competition                 | 4            | 1            | 0            | 0            | 1            | 39           | 5.º          |
| 2023      | Indy NXT                                  | HMD Motorsports with Dale Coyne Racing    | 14           | 2            | 0            | 2            | 5            | 415          | 3.º          |
| 2023      | IMSA SportsCar Championship - LMP2        | CrowdStrike Racing by APR                 | 3            | 2            | 0            | 0            | 2            | 1016         | 8.º          |
| 2023      | IMSA SportsCar Championship - LMP3        | Sean Creech Motorsport                    | 1            | 0            | 0            | 1            | 1            | 332          | 25.º         |
| 2023      | IMSA SportsCar Championship - LMP3        | Jr III Motorsports                        | 1            | 0            | 0            | 0            | 1            | 332          | 25.º         |
| 2023      | Michelin Pilot Challenge - GS             | CarBahn with Peregrine Racing             | 2            | 0            | 0            | 0            | 0            | 260          | 44.º         |
| 2023      | GT World Challenge America - Pro-Am       | CrowdStrike Racing by Riley Motorsports   | 1            | 1            | 0            | 0            | 1            | 0            | NC           |
| 2023      | Intercontinental GT Challenge             | CrowdStrike Racing by Riley Motorsports   | 1            | 0            | 0            | 0            | 0            | 10           | 24.º         |
| 2024      | IndyCar Series                            | Dale Coyne Racing                         | 0            | 0            | 0            | 0            | 0            | 154          | 23.º         |
| 2024      | IndyCar Series                            | Dale Coyne Racing w/ Rick Ware Racing     | 1            | 0            | 0            | 0            | 0            | 154          | 23.º         |
| 2024      | IndyCar Series                            | Juncos Hollinger Racing                   | 1            | 0            | 0            | 0            | 0            | 154          | 23.º         |
| 2024      | IndyCar Series                            | Arrow McLaren                             | 10           | 0            | 0            | 0            | 0            | 154          | 23.º         |
| 2024      | Indy NXT                                  | HMD Motorsports                           | 5            | 1            | 1            | 0            | 3            | 177          | 17.º         |
| 2024      | IMSA SportsCar Championship - LMP2        | Sean Creech Motorsport                    | 1            | 0            | 0            | 0            | 0            | 239          | 53.º         |
| 2024      | 24 Horas de Le Mans - LMP2                | United Autosports                         | 1            | 1            | 0            | 0            | 1            | N/A          | 1.º          |
| 2025      | IndyCar Series                            | Arrow McLaren                             | Disputándose | Disputándose | Disputándose | Disputándose | Disputándose | Disputándose | Disputándose |
| Fuente:   |                                           |                                           |              |              |              |              |              |              |              |

## Resultados

### 24 Horas de Daytona
| Año     | Equipo                      | Copilotos                                  | Automóvil          | Clase | Vueltas | Pos. | Pos. Clase |
| ------- | --------------------------- | ------------------------------------------ | ------------------ | ----- | ------- | ---- | ---------- |
| 2022    | Mühlner Motorsports America | Charles Crews Cameron Shields Ugo de Wilde | Duqueine M30 - D08 | LMP3  | 681     | 35.º | 6.º        |
| 2023    | Sean Creech Motorsport      | João Barbosa Nico Pino Lance Willsey       | Ligier JS P320     | LMP3  | 725     | 29.º | 2.º        |
| 2024    | Sean Creech Motorsport      | João Barbosa Jonny Edgar Lance Willsey     | Ligier JS P217     | LMP2  | 510     | 45.º | 9.º        |
| Fuente: |                             |                                            |                    |       |         |      |            |

### IndyCar Series
(Clave) (negrita indica pole position) (cursiva indica vuelta rápida)

| Año     | Escudería                             | Motor     | 1      | 2       | 3      | 4     | 5      | 6        | 7      | 8      | 9      | 10     | 11     | 12      | 13     | 14     | 15     | 16     | 17     | 18     | Pos. | Puntos |
| ------- | ------------------------------------- | --------- | ------ | ------- | ------ | ----- | ------ | -------- | ------ | ------ | ------ | ------ | ------ | ------- | ------ | ------ | ------ | ------ | ------ | ------ | ---- | ------ |
| 2024    | Dale Coyne Racing                     | Honda     | STP    | THE DNQ |        |       |        | INDY DNQ | DET    |        |        |        |        |         |        |        |        |        |        |        | 23.º | 154    |
| 2024    | Dale Coyne Racing w/ Rick Ware Racing | Honda     |        |         | LBH 20 | ALA   | IMS    |          |        |        |        |        |        |         |        |        |        |        |        |        | 23.º | 154    |
| 2024    | Juncos Hollinger Racing               | Chevrolet |        |         |        |       |        |          |        | ROA 23 |        |        |        |         |        |        |        |        |        |        | 23.º | 154    |
| 2024    | Arrow McLaren                         | Chevrolet |        |         |        |       |        |          |        |        | LAG 12 | MDO 20 | IOW 12 | IOW 14  | TOR 18 | GAT 7  | POR 21 | MIL 17 | MIL 25 | NSH 18 | 23.º | 154    |
| 2025*   | Arrow McLaren                         | Chevrolet | STP 25 | THE 19  | LBH 20 | ALA 9 | IGP 13 | INDY 13  | DET 19 | GAT 19 | ROA 8  | MDO 11 | IOW 24 | IOW DNS | TOR 18 | LAG 18 | POR 16 | MIL    | NSH    |        | 21.º | 195    |
| Fuente: |                                       |           |        |         |        |       |        |          |        |        |        |        |        |         |        |        |        |        |        |        |      |        |

- * Temporada en progreso.

### 24 Horas de Le Mans
| Año     | Equipo            | Copilotos                | Automóvil       | Clase | Vueltas | Pos. | Pos. Clase |
| ------- | ----------------- | ------------------------ | --------------- | ----- | ------- | ---- | ---------- |
| 2024    | United Autosports | Bijoy Garg Oliver Jarvis | Oreca 07-Gibson | LMP2  | 297     | 15.º | 1.º        |
| Fuente: |                   |                          |                 |       |         |      |            |